# Cholera v Praze
Cholera v Praze je český němý film natočený režisérem Aloisem Jalovcem pro filmovou společnost Illusion v roce 1913 podle zpráv v tisku o šířící se epidemii cholery ve velkých evropských městech.

## Synopse
Děj filmu vychází z dobového strašáku šířeného tehdejším tiskem o šíření cholery po Evropě. Byl vlastně satirou na vytváření zbytečné paniky mezi lidmi, čímž měl novátorský význam. Přesný děj filmu však není znám; pro filmovou historii byly důležité informace Katy Kaclové-Vališové (J. S. Kolár, Myrtil Frýda: Československý němý film 1898 - 1930), premiéra filmu byla anoncována v Národní politice 16. ledna 1914.

## Obsazení
| Antonín Michl         | švec           |
| Katy Kaclová-Vališová | ševcova dcera  |
| František Fořt        | milý           |
| Rudolf Innemann       | role neuvedena |
| Miroslav Innemann     | role neuvedena |

## Produkce
Základem pro snímek, který ve své době dosáhl velkého úspěchu u diváků, se staly zprávy v tehdejším tisku o šířící se epidemii cholery po velkých evropských městech. S nápadem převést zprávy na filmové plátno přišli hlavní herečtí protagonisté Katy Kaclová-Vališová a Antonín Michl. Snímek, který byl natočen v roce 1913 pro filmovou společnost Illusion, byl do kin uveden začátkem roku 1914. Režie se ujal spolumajitel Illusionu Alois Jalovec, který se postavil i za kameru. Interiéry snímku byly natáčeny na střeše paláce Koruna v Praze, za externiéry filmaři zašli do Stromovky. Zajímavostí je, že Alois Jalovec se pokusil část filmu ručně kolorovat. V jedné scéně filmu potřeboval Jalovec nějak znázornit, jak herec představující člověka postiženého cholerou, hraje v obličeji všemi barvami. Situaci vyřešil ručním kolorovaním filmového pásu při kterém použil všech základních barev duhy. Takto vytvořený efekt slavil u diváků obrovský úspěch. Film, ani žádná z jeho částí, se do dnešních dnů nedochoval. Národní filmový archiv vlastní pouze čtyři fotografie z filmu.